# Paul Fouad Tabet
Paul Fouad Naïm Tabet (ur. 28 listopada 1929 w Maarab w Libanie; zm. 20 lipca 2009) – duchowny katolicki, arcybiskup, emerytowany nuncjusz apostolski.

## Życiorys
22 grudnia 1956 otrzymał święcenia kapłańskie. W 1960 rozpoczął przygotowanie do służby dyplomatycznej na Papieskiej Akademii Kościelnej.
9 lutego 1980 został mianowany przez Jana Pawła II pro-nuncjuszem apostolskim w Trynidadzie i Tobago będąc równocześnie akredytowanym w innych krajach regionu Małych Antyli oraz arcybiskupem tytularnym Sinna. Sakry biskupiej udzielił mu 30 marca 1980 maronicki patriarcha Antiochii - Antoine-Pierre Khoraiche.
Następnie reprezentował Stolicę Świętą w Nigerii (1984-1991) oraz był stałym przedstawicielem Stolicy Apostolskiej przy ONZ w Genewie (lata 1991-1996).
2 stycznia 1996 został przeniesiony do nuncjatury w Grecji. 25 stycznia 2005 przeszedł na emeryturę.